# Kopa (Słowacki Raj)
Kopa (1128 m) – szczyt w zachodniej części Słowackiego Raju. Znajduje się w grzbiecie wznoszącym się nad dolina Hnilca. W północno-zachodnim kierunku sąsiaduje ze szczytem Javorina, we wschodnim ze szczytem Doštianky (1110 m). Kopa ma 3 wierzchołki i jest niemal całkowicie porośnięta lasem. Bezleśny jest jedynie grzbiet łączący ją z Javoriną i dolna część  północno-zachodnich stoków. Są to tzw. Kopanecké lúky. Opadające do Hnilca stoki południowe są bardzo strome, pozostałe są znacznie łagodniejsze. 
W dolinie niewielkiego potoku na północno-wschodnich stokach Kopy znajduje się Koniarova jaskyňa. Przez Kopę nie prowadzi żaden szlak turystyki pieszej.